# Nikolaj Stěpanovič Gumiljov
Nikolaj Stěpanovič Gumiljov  (do češtiny přepisováno též jako Gumilev, 15. dubna greg. / 3. dubna jul. 1886 v Kronštadtu – srpen 1921 poblíž Petrohradu) byl ruský básník, překladatel francouzské a anglické poezie, literární kritik a teoretik.

## Život
Studoval na gymnáziu v Carském Sele. Tam ho ovlivnil tehdejší ředitel gymnázia, básník Innokentij Fjodorovič Anněnskij. Tam též poprvé potkal svou pozdější manželku Annu Achmatovovou. Odešel do Paříže, kde dva roky studoval na Sorbonně. Studium ale nedokončil, věnoval se cestování, pobýval v Itálii a v Africe.
Zamiloval se do Cherubiny de Gabriak, což byl pseudonym, za kterým se skrývali Jelizaveta Ivanovna Dmitrijeva a Maximilian Vološin. Když Gumiljov zjistil, že je obětí blamáže, vyzval Vološina na souboj. Ten měl proběhnout 22. listopadu 1909 na stejném místě, jako Puškinův souboj s Georges-Charles de Heeckeren d'Anthès. Vološinovi se však podařilo souboj odvrátit. Znovu se spřátelili ale až těsně před Gumiljovovou smrtí.

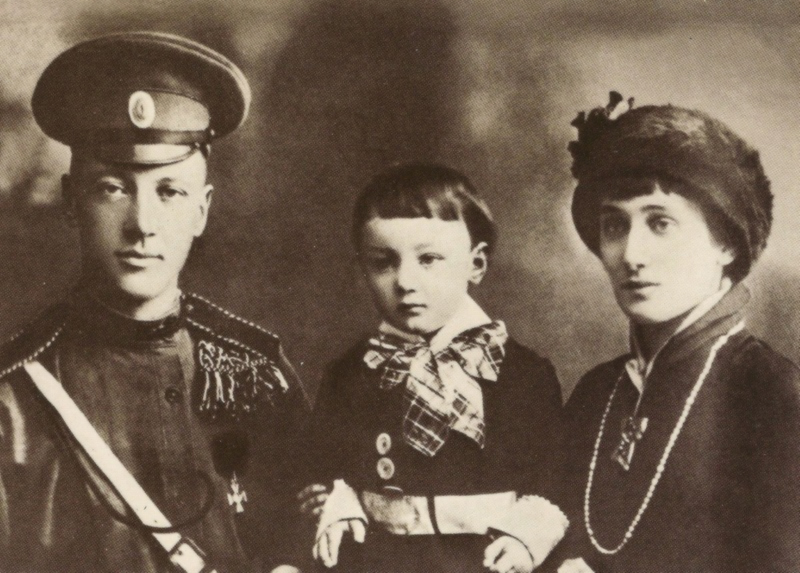
Nikolaj Gumiljov, jeho žena Anna Andrejevna Achmatovová a jejich syn Lev Nikolajevič, (1913)

Založil básnickou skupinu Cech básníků (rusky: Цех поэтов, 1910–1914), kam patřili Georgij Viktorovič Adamovič, Anna Andrejevna Achmatovová, Sergej Mitrofanovič Goroděckij, Michail Leonidovič Lozinskij, Osip Mandelštam, Vladimir Ivanovič Narbut, Michail Alexandrovič Zenkevič a jiní. Jejich básnickým programem byl akméismus a Gumiljov se stal jejich mluvčím.
V letech 1910–1918 byl manželem Anny Achmatovové, v roce 1912 se jim narodil syn Lev Nikolajevič Gumiljov (1912–1992), pozdější ruský vědec – historik a etnolog.
V letech 1914–1918 bojoval jako dobrovolník v první světové válce. Za statečnost byl dvakrát vyznamenán křížem sv. Jiří.
V roce 1920 se podílel na založení všeruského svazu spisovatelů. Přitom se netajil se svými protisovětskými názory. 3. srpna 1921 byl zatčen v souvislosti s protisovětským spiknutím senátora Vladimira Nikolajeviče Taganceva. Byl to jeden z prvních procesů, vykonstruovaných Čekou. Byl spolu s dalšími (celkem 61 osob) popraven v srpnu 1921 někde poblíž Petrohradu. Poprava byla oznámena 24. srpna 1921 a toto datum je v některých pramenech uváděno jako datum jeho smrti. Skutečné datum, místo úmrtí ani místo hrobu není známo.
V roce 1992 byl rehabilitován.

## Dílo

### básně
- Cesta konkvistadorů (Путь конквистадоров, 1905)
- Romantické květy (Романтические цветы, 1908)
- Perly (Жемчуга, 1910)
- Cizí nebe (Чужое небо, 1912)
- Toulec (Колчан, 1916)
- Stan (Шатер, 1921)
- Ohnivý sloup (Огненный столп, 1921, česky 1932)

### výbor kritik
- Pisma o russkoj poezii (1923)

### česky vyšlo
- Ohnivý sloup, Praha, R. Rejman, 1932;
- Výbor z díla, Přeložil Zdeněk Spilka, Úvahu připojil: Valerij S. Vilinskij, Praha, J. Otto, 1933, Sborník Světové Poesie, Svazek 167;
- Cizí nebe, výbor z básní, přeložil: Jaroslav Kabíček, Praha, Mladá fronta, 1995;